# エド (テレビドラマ)
『エド』（原題:Ed）はアメリカのパラマウントテレビジョンが製作し、2000年から2004年までNBCで放送されたテレビドラマシリーズ。第4シーズンまで製作される。2004年現在はドラマ制作が終了しており、続編製作の予定はない。
日本では第1・第2シーズンが一部の地上波テレビ局、及びFOXチャンネル（CS放送・ケーブルテレビ）で放送された。
地上波放送時は『エド〜人生のスプリット〜』、CS・ケーブルテレビでは『エド ボーリング弁護士』と、同一番組だがそれぞれ邦題が違う。地上波放送でのみ、日本語版スタッフ・声優を記したエンドクレジット、及び主人公の声優・山野井仁によるハイテンションなナレーションの次回予告が付け足された。
主題歌は、Foo FightersのNext Year。

## あらすじ
ニューヨーク市の法律事務所に勤務していた弁護士エドはコンマ（桁数）を1つ打ち間違えるというミスで解雇され、家に帰ると妻のリズは郵便配達員と浮気の真っ最中。傷心のエドはリズと別れ、故郷オハイオ州スタッキービルに戻る。高校時代からの憧れの人キャロルとの恋愛を軸に、高校時代からの幼なじみ達（キャロル、マイク、ナンシー、モリー）との交友や、町のトラブルを解決する弁護士としての活躍を描くコメディドラマ。

## 主な登場人物
エド・スティーブンス
演 - トム・キャヴァナー、日本語吹替 - 山野井仁
主人公。キャロルに恋愛感情を抱いている。
キャロル・ベッシー
演 - ジュリー・ボウエン、日本語吹替 - 三石琴乃
スタッキービル高校の教師。
マイク・バートン
演 - ジョシュ・ランドール、日本語吹替 - 高瀬右光
エドの高校時代からの親友。「ジェローム診療所」に勤務する医師。毎回エドとくだらないチャレンジを出来るかどうかで10ドルを賭ける。
ナンシー・バートン
演 - ジャナ・マリー・ハップ、日本語吹替 - 相沢恵子
マイクの妻。
モリー・ハドソン
演 - レスリー・ブーン、日本語吹替 - 木藤聡子
スタッキービル高校の教師。キャロルの親友。
フィル・スタッブス
演 - マイケル・イアン・ブラック、日本語吹替 - 青山穣
エドが経営する「スタッキーボウル」の従業員。

## 放送局
- NBC
- 毎日放送 (MBS)
- 千葉テレビ放送 (CTC)
- テレビ神奈川 (TVK)
- テレビ北海道 (TVH)
- 山口朝日放送 (YAB)
- FOXチャンネル（CS・ケーブルテレビ）